# Halcón M-1943
El Halcón M-1943 es un subfusil de origen argentino de calibre 9 mm para el Ejército Argentino y 11,43 mm para las Fuerzas de Policía.  Otra variante fue el Halcón M-1946 de doble acción. Debe notarse que esta arma es comparable en la calidad y el desempeño con el subfusil Thompson.

## Variantes

### M-1943
El Halcón M-1943 tenía una culata fija que sobresalía de su pistolete.

### M-1946
El Halcón M-1946 tenía una culata que se plegaba debajo del cajón de mecanismos. En variantes posteriores, la culata se plegaba al costado del mismo. El M-1946 fue adoptado por la Fuerza Aérea Argentina.

## Usuarios
- Argentina
  - Ejército Argentino
  - Fuerza Aérea Argentina
  - Gendarmería Nacional Argentina
  - Policía Federal Argentina
  - Prefectura Naval Argentina
  - Servicio penitenciario federal
- Ejército de Liberación Nacional